# The Real O'Neals
The Real O'Neals je americký komediální televizní seriál, který v letech 2016-2017 vysílal televizní kanál ABC.

## Děj
O'Nealovi jsou původem irští katolíci spořádaně žijící v Chicagu. Matka Eileen se stará o rodinu a je činná v místní farnosti, otec Pat je policista. Mají tři děti: 17letého Jimmyho, který nevyniká příliš bystrostí, ale je úspěšný sportovec, 16letého Kennetha, který se cítí nejistý, a 14letou Shannon, která je až příliš zvídavá. Život celé rodiny se obrátí vzhůru nohama poté, co vyjdou najevo některé skrývané pravdy. Manželé se chtějí rozvést a Kenneth je gay, který prožívá svůj coming out. Pat se přestěhuje do sklepa, Kenneth se vyrovnává s reakcemi okolí, přesto rodina zůstává stále soudržná.

## Postavy a obsazení
| Martha Plimptonová  | Eileen O'Neal, matka                 |
| Jay R. Ferguson     | Pat O'Neal, otec                     |
| Noah Galvin         | Kenneth Christopher Sebastian O'Neal |
| Matthew Shively     | Jimmy O'Neal                         |
| Bebe Wood           | Shannon O'Neal                       |
| Mary Hollis Inboden | Jodi O'Neal                          |

## Seznam dílů

### 1. řada
1. Pilot
2. The Real Papaya
3. The Real Lent
4. The Real F Word
5. The Real Spring Fever
6. The Real Man
7. The Real Grandma
8. The Real Book Club
9. The Real Wedding
10. The Real Retreat
11. The Real Other Woman
12. The Real Rules
13. The Real Prom

### 2. řada
1. The Real Thang
2. The Real Dates
3. The Real Halloween
4. The Real Move
5. The Real Tradition
6. The Real Fit
7. The Real Match
8. The Real Christmas
9. The Real Sin
10. The Real Acceptance
11. The Real Third Wheel
12. The Real Brother's Keeper
13. The Real Confirmation
14. The Real Heartbreak
15. The Real Mr. Nice Guy
16. The Real Secrets